# Lilla Löpgölen
Lilla Löpgölen är en sjö i Åtvidabergs kommun i Småland och ingår i Storåns huvudavrinningsområde. Sjön har en area på 0,0549 kvadratkilometer och ligger 103,6 meter över havet.

## Delavrinningsområde
Lilla Löpgölen ingår i det delavrinningsområde (644950-152430) som SMHI kallar för Utloppet av Öjsjön. Medelhöjden är 109 meter över havet och ytan är 8,3 kvadratkilometer. Det finns inga avrinningsområden uppströms utan avrinningsområdet är högsta punkten. Vattendraget som avvattnar avrinningsområdet har biflödesordning 3, vilket innebär att vattnet flödar genom totalt 3 vattendrag innan det når havet efter 44 kilometer. Avrinningsområdet består mestadels av skog (71 procent). Avrinningsområdet har 2,17 kvadratkilometer vattenytor vilket ger det en sjöprocent på 26,1 procent.